# Ischnura albistigma
Ischnura albistigma là một loài chuồn chuồn kim trong họ Coenagrionidae.
Loài này được xếp vào nhóm loài thiếu dữ liệu trong sách Đỏ của IUCN năm 2007.
Ischnura albistigma được miêu tả khoa học năm 1927 bởi Fraser.